# Alexi Balès
Pas d'image ? Cliquez ici

a Compétitions nationales et continentales officielles uniquement.

b Matchs officiels uniquement.
Dernière mise à jour le 20 mai 2022.
Alexi Balès, né le 30 mai 1990 à Fumel (Lot-et-Garonne), est un joueur français de rugby à XV. Il évolue au poste de demi de mêlée.

## Biographie

### Famille
Son père travaille dans une usine de chaux et sa mère est employée de banque à Monsempron-Libos. La famille de sa mère tenait un bistrot du côté d'Issigeac. Son frère aîné, Romain Balès, évolue au poste de demi de mêlée.
Il est en couple avec Pauline Metge, une photographe professionnelle, qui ouvre une crèmerie au marché central de La Rochelle en 2017.

### Débuts
Alexi Balès commence le rugby à XV en minipoussins puis en catégorie lutin à Saint-Front-sur-Lémance dont son père est le président du club. Il fait l'école de rugby à Fumel et il part à Agen en cadets.
Il est sélectionné en équipe de France des moins de 20 ans.
En mai 2014, il est récompensé d'un Oscar mensuel du Midi olympique.
En 2016, il signe un contrat de deux saisons avec le Stade rochelais. En 2017, il renouvelle son contrat qui le lie désormais jusqu'en 2021 avec le Stade rochelais,.
En juin 2018, il est sélectionné pour jouer avec les Barbarians français qui affrontent les Crusaders puis les Highlanders en Nouvelle-Zélande. Il est titulaire lors du premier test puis remplaçant lors du second, les Baa-baas s'inclinent 42 à 26 à Christchurch puis 29 à 10 à Invercargill.
En novembre 2018, il est de nouveau sélectionné avec les Barbarians français pour affronter les Tonga au Stade Chaban-Delmas de Bordeaux. Remplaçant, il entre à la place de Thibault Daubagna à la 51e minute. Les Baa-Baas s'inclinent 38 à 49 face aux tongiens.
En 2020, il quitte le Stade rochelais pour rejoindre le Stade toulousain. Il joue son premier match officiel avec le club le 20 septembre 2020 lors du quart-de-finale de Coupe d'Europe remporté face à l'Ulster.

## Palmarès
- SU Agen
  - Vainqueur du Championnat de France Crabos en 2009
  - Vainqueur du Championnat de France de 2e division en 2010

- Stade rochelais
  - Finaliste du Challenge européen en 2019

- Stade toulousain
  - Vainqueur du Championnat de France en 2021